# Aeropuerto de Aomori
El Aeropuerto de Aomori, es un pequeño aeropuerto situado en las cercanías de la ciudad japonesa de Aomori. Con una única pista opera a vuelos nacionales principalmente.

## Aerolíneas y destinos
- Fuji Dream Airlines: Nagoya.
- Japan Airlines: Osaka, Sapporo, Tokio.
- Korean Air: Seúl.